# Wilhelm Köller
Wilhelm Köller (* 1941 in Stralsund) ist ein deutscher Germanist und Professor im Ruhestand. Er beschäftigt sich mit den Bereichen Sprachtheorie, Semiotik und Sprachdidaktik.

## Leben
Nach dem Abitur in Lemgo studierte er Germanistik, Geschichte, Leibesübungen sowie Philosophie und Erziehungswissenschaften in Freiburg und Marburg. Nach dem anschließenden Referendariat war er Gymnasiallehrer in Marburg und anschließend Auslandslektor des DAAD am germanistischen Institut der Universität Lund in Schweden. 1973 wurde er mit dem Thema Semiotik und Metapher promoviert und war danach zwei Jahre lang Akademischer Rat in Hannover. 1975 bis 2006 unterrichtete er als Professor für Sprachwissenschaft und Sprachdidaktik an der Gesamthochschule Kassel.
Er hat sich in vielen Veröffentlichungen besonders auch mit Charles Sanders Peirce’ Schaffen auseinandergesetzt. Neben zahlreichen Aufsätzen zu den Themen Stil und Grammatik, zur Sprachtheorie und -philosophie, Semiotik, Metapher und Modalität, erschienen mehrere Monographien.

## Schriften (Auswahl)
- Semiotik und Metapher. Untersuchungen zur grammatischen Struktur und kommunikativen Funktion von Metaphern. Stuttgart (Metzler) 1975.
- Funktionaler Grammatikunterricht. Tempus, Genus, Modus: Wozu wurde das erfunden? Hannover (Schroedel) 1983; 4. überarbeitete Auflage Hohengehren (Schneider) 1997.
- Philosophie der Grammatik. Vom Sinn grammatischen Wissens. Stuttgart (Metzler) 1988.
- Grammatik des deutschen Satzes. I Grundlagen des deutschen Satzes. II Satzglieder und Satzformen. Zwei Fernstudienbriefe, Goethe-Institut München, Deutsches Institut für Fernstudien Tübingen, Fernstudienangebot Germanistik, Deutsch als Fremdsprache, Kassel 1990.
- Perspektivität und Sprache. Zur Struktur von Objektivierungsformen in Bildern, im Denken und in der Sprache. Berlin/New York (de Gruyter) 2004.
- Narrative Formen der Sprachreflexion. Interpretationen zu Geschichten über Sprache von der Antike bis zur Gegenwart. Berlin/New York (de Gruyter) 2006.
- Sinnbilder für Sprache. Metaphorische Alternativen zur begrifflichen Erschließung von Sprache. Berlin/Boston (de Gruyter) 2012.
- Formen und Funktionen der Negation. Untersuchungen zu den Erscheinungsweisen einer Sprachuniversalie. (de Gruyter) 2016.[1]
- Die Zeit im Spiegel der Sprache. Untersuchungen zu den Objektivierungsformen für Zeit in der natürlichen Sprache. (de Gruyter) 2019.
- Der Zauberstab der Analogie. Untersuchungen zu den Erscheinungsweisen und Funktionen von Analogien in sprachlichen Sinnbildungsprozessen. (de Gruyter) 2023.